# Polycyathus persicus
Espèce
Statut CITES
Polycyathus persicus est une espèce de coraux appartenant à la famille des Caryophylliidae.